# Трезор на Дисни
Трезорът на Дисни (на английски: Disney Vault) е термин, използван по-рано от Уолт Дисни Къмпани за своята политика за редовно поставяне на мораториум върху продажбата на определени пълнометражни анимационни филми за домашна употреба. Всеки филм на Уолт Дисни Анимейшън Студиос е достъпен за закупуване за ограничен период от време, след което се поставя „в трезора“, недостъпен за продажба, в очакване на бъдещо преиздаване.
След придобиването на Туенти фърст Сенчъри Фокс от Дисни през 2019 г., понятието Трезор на Дисни е използвано от журналисти, за да опишат практиките на Уолт Дисни Студиос, които ограничават много повече филми от предходния каталог от кинопрожекции.

## История
Това е съвременната версия на практиката на Дисни да преиздава своите анимационни филми по кината на всеки няколко години, която започва с преиздаването на Снежанка и седемте джуджета (1937) през 1944 г. През 80-те и 90-те години на миналия век, когато пазарът на домашно видео е доминиран от VHS системите, филмите на Дисни се преиздават на всеки десет години (времева разлика, равна на тази на преизданията им в кината). Периодът на мораториума е продължен с еволюцията на механизмите за доставка на домашни медии, включително DVD, Blu-ray и видео стрийминг, които Дисни предлага основно чрез собствената си инициатива Филми навсякъде. Телевизионните реклами на изданията за домашна употреба на Дисни предупреждават клиентите, че някои филми скоро ще бъдат поставени под мораториум, като ги призовават да закупят тези филми, преди да се „върнат обратно в Трезора на Дисни“, по думите, често произнасяни от актьора Марк Елиът. Някои филми на Дисни, издадени директно на видео, сред които Бамби II, също са пуснати за определен период от време.
Алиса в Страната на чудесата и Дъмбо са сред първите филми, пуснати на домашно видео. Същите заглавия са и сред първите филми на компанията, излъчени по телевизията. Те са избрани за премиера като част от Дисниленд на Уолт Дисни на Ей Би Си, за да популяризират тематичния парк Дисниленд и неговите два известни атракциона, базирани на тези филми. Дисни запазва тази „традиция“, като ги пуска за постоянно на обществеността. Дисни никога не изтегля тези два филма, защото са станали толкова наситени на пазара, че прехвърлянето им би било безсмислено. Въпреки това те са много успешни при домашно видео, еквивалентно на това от филмите от Трезора на Дисни. Към края на 2000-те е обявено, че Алиса в Стараната на чудесата и Дъмбо ще бъдат издадени в платинено/диамантено издание за домашна употреба. Те са пуснати само в специално издание с подобен маркетинг като филмите на Трезора на Дисни и са достъпни на цифрови и понякога на определени стрийминг устройства, но трудно се намират в магазините.
С пускането на „Подписаната колекция“ (Signature Collection) Дисни издава за домашна употреба по три филма годишно вместо по два.
Когато е обявена стрийминг услугата на Дисни Дисни+ (стартирала в Съединените щати на 12 ноември 2019 г.), главният изпълнителен директор на компанията Боб Айгър разкрива, че услугата ще съдържа цялата филмова библиотека на студиото, което де факто би оттеглило концепцията за Трезора на Дисни като контролираща практика на домашната употреба. Въпреки това остава в сила практиката, ограничаваща прожекциите на филми от предходния каталог на Дисни. След закупуването на Туенти фърст Сенчъри Фокс от Дисни за своите развлекателни активи (включително Туентиът Сенчъри Фокс) през март 2019 г. компанията изтегля филмовата библиотека на Фокс от разпространение в кината, като на практика поставя фоновия каталог на Фокс в трезора.

## Контрол
Самата компания заявява, че този процес е направен както за контролиране на своя пазар, така и за да позволи на филмите си да бъдат свежи за новите поколения зрители. Страничен ефект от процеса на мораториума е фактът, че DVD издания с филми на Дисни, поставени под мораториум, придобиват колекционерска стойност и биват продавани в магазини и на уебсайтове на търгове като eBay за суми, значително надвишаващи първоначалната препоръчителна цена на дребно. Практиката също прави филмите на Дисни основна мишена за производителите на нелегални DVD издания.

## Филми
Счита се, че следните филми подлежат на издаване и на по-късно връщане в Трезора на Дисни.

### Основни филми
- Снежанка и седемте джуджета (1937)
- Пинокио (1940)
- Фантазия (1940)
- Бамби (1942)
- Пепеляшка (1950)
- Питър Пан (1953)
- Лейди и Скитника (1955)
- Спящата красавица (1959)
- Сто и един далматинци (1961)
- Книга за джунглата (1967)
- Малката русалка (1989)
- Красавицата и Звяра (1991)
- Аладин (1992)
- Цар лъв (1994)

### Продължения
- Завръщането на Джафар (1994)
- Аладин и царят на разбойниците (1996)
- Красавицата и Звяра: Омагьосаната Коледа (1997)
- Вълшебният свят на Бел (1998)
- Цар лъв 2: Гордостта на Симба (1998)
- Фантазия 2000 (1999)
- Малката русалка II: Завръщане в морето (2000)
- Лейди и Скитника II: Приключенията на Скамп (2001)
- Завръщане в Невърленд (2002)
- Пепеляшка II: Мечтите се сбъдват (2002)
- 101 далматинци II: Приключението на Пач в Лондон (2003)
- Книга за джунглата 2 (2003)
- Цар лъв 3 (2004)
- Бамби II (2006)
- Пепеляшка III: Вихъра на времето (2007)
- Малката русалка: Началото на Ариел (2008)